# Trachelas pacificus
Trachelas pacificus là một loài nhện trong họ Trachelidae.
Loài này thuộc chi Trachelas. Trachelas pacificus được Ralph Vary Chamberlin & Wilton Ivie miêu tả năm 1935.